# Sewee Indijanci
Sewee (Seewee, Seawee, Seewa, Sewoe), pleme Siouan Indijanaca s donjeg toka rijeke Santee i uz obalu oko današnjeg Monks Cornera u okrugu Berkeley, Južna Karolina.

## Ime
Ime Sewee prema Gatschetu, dolazi možda od sawe', "island."

## Jezik
Nije sačuvana nijedna riječ iz jezika ovog plemena, usprkos toga klasificira ih se porodici Siouan.  

## Sela
Poznato je tek ime jednog sela, Avendaughbough, kojeg već kao napuštenog, oko 1700-te spominje John Lawson. 

## Povijest
Povijest Sewee Indijanaca slična je ostalim plemenima susjednog područja. Swanton sumnja da ih možda spominje još davne 1521. Francisco de Chicora navodeći provinciju Xoxi (u engl. izgovoru Shoshi). No posve je sigurno da ih Englezi nalaze 1670. u području Sewee Baya, danas Bull's Bay. Ovim kolonistima Sewee su bili prijatelji pa su im pomagali i u borbi protiv Španjolaca i opskrbljivali ih kukuruzom. Sewee su po svoj prilici bilo je dosta snažno i brojno, ali su ih 1701. decimirali alkohol i bolesti. Negdje pred sam rata Yamasee Indijanaca još su živjeli u jednom selu u svom starom kraju, no ovaj rat čini se zapečatio im je daljnji opstanak. Nešto preživjelih (57, 1715.) pomiješalo se s Catawbama.

## Kultura
O životu i kulturi ovog plemena malo je poznato. Nije ostalo ništa zapisano o njihovim ritualima, vjerovanjima ni nastambama. Osnovna hrana bio je kukuruz.

## Vanjske poveznice
- South Carolina – Indians, Native Americans – Sewee
- Sewee Indian Tribe History